# Ismailowski Leibgarde-Regiment

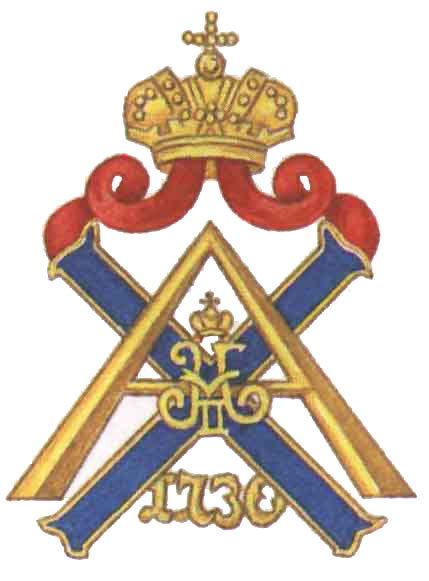
Regimentswappen des Islmailowski Leibgarde-Regiments

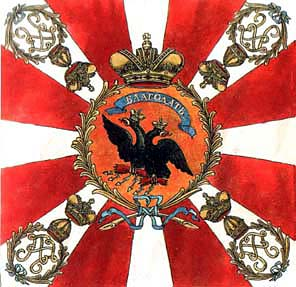
Regimentsbanner des Ismailowski Leibgarde-Regiments

Das Ismailowski Leibgarde-Regiment (russisch: Измайловский лейб-гвардии полк) war im 18. Jahrhundert, neben dem Semjonowski Leibgarde-Regiment, dem Preobraschenski Leibgarde-Regiment und dem Leibgarde-Jägerregiment eine der vier Eliteeinheiten des Russischen Kaiserreichs. Die Gründung der Leibgarden geht auf Zar Peter I. zurück, somit zählt sie zur Alten Garde. Das Ismailowski Leibgarde-Regiment existierte von 1730 bis 1918.

## Aufstellung und Geschichte

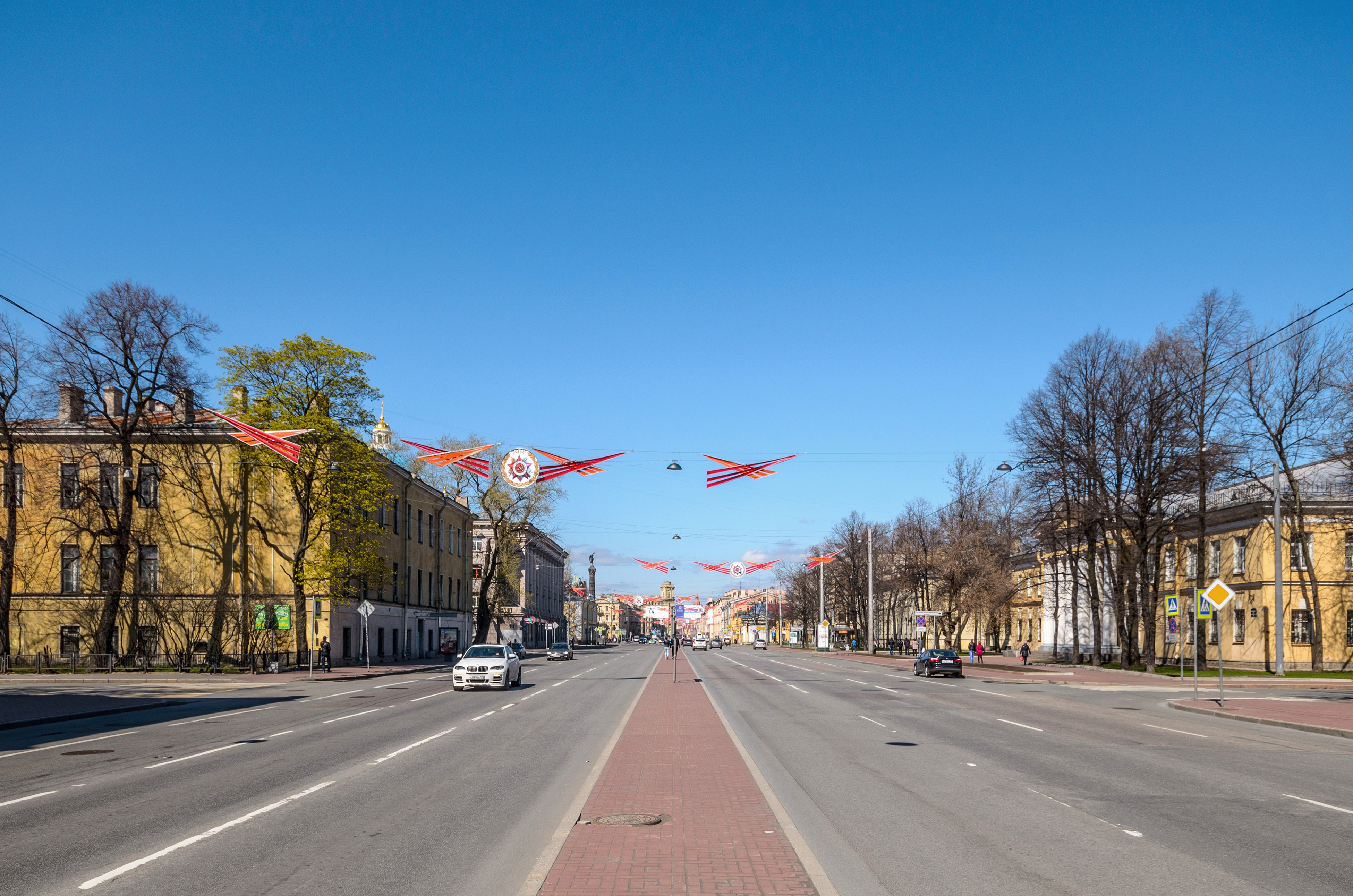
Ismailowski Straße in Sankt Petersburg

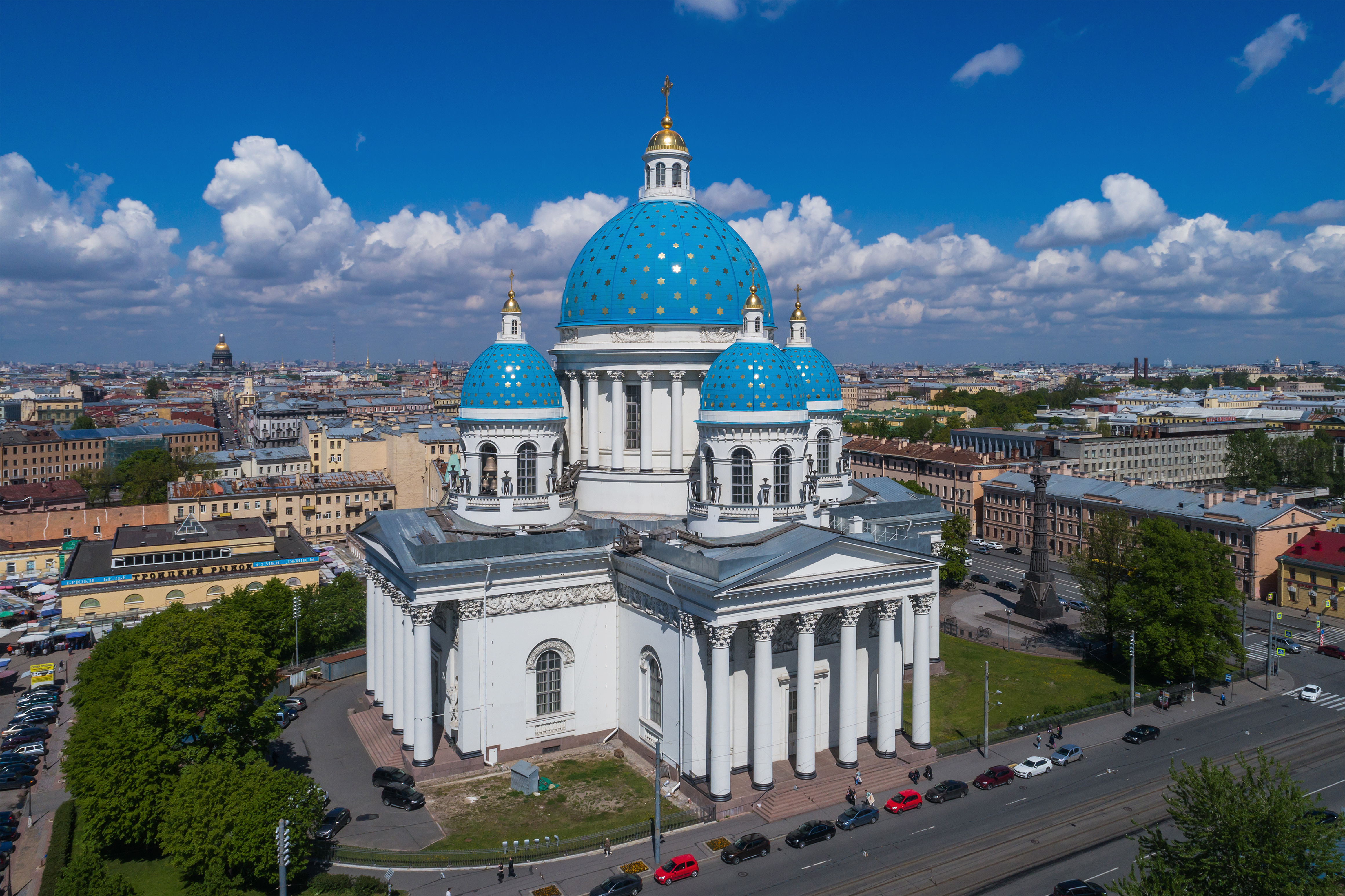
Dreifaltigkeitskathedrale (Sankt Petersburg), Garnisonkirche des Isamailowski Leibgarde-Regiments (2017)

Die Indienststellung geht auf Kaiserin Anna Iwanowna zurück, sie erfolgte am 22. September 1730 in Moskau. Der Regimentsname leitet sich von der Ortschaft Ismailowo ab. Dieser liegt in der Nähe von Moskau, war ein beliebter Aufenthaltsort der Familie Romanow und zählte zu deren Besitzungen. Der Regimentsfeiertag wird am Tag der Heiligen Dreifaltigkeit begangen. 1731 wurden die ersten beiden Garde-Bataillone und 1734 das dritte Garde-Bataillon von Moskau nach Sankt Petersburg verlegt. Das Hauptquartier des Garderegimentes befand sich auf der Admiralitätsinsel in Sankt Petersburg. Die Regimentssiedlung bestand 1743 anfangs aus Holzhäusern und wurde bis 1808 in eine aus Backsteinen errichtete Kaserne umgebaut. Ein erweiterter Umbau schloss sich bis 1845 an, bei dem dreigeschossige Steinhäuser errichtet wurden. 1847, nach einer Erweiterung der Kasernenanlage, wurde das Regimentskrankenhaus errichtet.
Am 20. Januar 1732 wurde von der Kaiserin der Bau der Regiments- und Feldkirche zur Heiligen Dreifaltigkeit angeordnet. Die Ikonen stammten von dem Moskauer Maler Iwan Adolsky. Ihren Platz fand sie schließlich im Jahre 1733 in Sankt Petersburg auf der Wiese vor dem Fluss Fontanka und wurde am 12. Juli eingeweiht. Zwischen 1754 und 1828 wurde eine weitere Regimentskirche erbaut, auf ihrem Steinfundament entstand eine Holzkirche. Zur Einweihung schenkte Kaiserin Elisabeth Petrowna der Garnisonskirche zwei handgestickte Decken, die nur am Karsamstag in Gebrauch genommen wurden.
Am 17. März 1800 wurde das Garde-Regiment zur persönlichen Leibgarde von Konstantin Pawlowitsch Romanow und am 28. Mai desselben Jahres zum Leibregiment Nikolai Pawlowitsch ernannt. Am 14. März 1801 wurde das Regiment wieder als Ismailowski Leibgarde-Regiment in den Dienst des Russischen Kaiserreichs übergeben.

## Rekrutierungen und Ehrenkommandeure
Zum ersten Ehrenkommandeur von 1730 bis 1735 wurde der Generaladjutant Generalleutnant Graf Karl Gustav von Löwenwolde († 1735) ernannt, er war gleichzeitig Stallmeister der Kaiserin Anna Iwanowna. Er erhielt die Anweisung Offiziere aus Livland, dem Kurland und anderen Nationen zu rekrutieren. Des Weiteren sollten Soldaten und Unteroffiziere aus der Ukraine sowie geeignete Russen eingezogen werden.
Weitere Ehrenkommandeure waren:
- 15. August 1735–17. Oktober 1740 Kaiserin Anna Iwanowna
- 10. Oktober 1740–25. November 1774 Zar Iwan Antonowitsch
- 25. November 1741–25. Dezember 1761 Kaiserin Jelisaweta Petrowna Romanowa
- 25. Dezember 1761–28. Juni 1762 Zar Peter III. Fjodorowitsch
- 28. Juni 1762–6. November 1796 Kaiserin Katharina II.
- 11. Juli 1796–10. November 1796 Zar Pawel I. Petrowitsch
- 11. Juli 1796–28. Mai 1800 Großfürst Konstantin Pawlowitsch Romanow
- 28. Mai 1800–18. Februar 1855 Großfürst Nikolai Pawlowitsch, ab 14. Dezember 1825 Zar Nikolaus I. Pawlowitsch
- 19. Februar 1855–1. März 1881 Zar Alexander II.
- 1. März 1881–21. Oktober 1894 Zar Alexander III.
- 2. November 1894–1917 Zar Nikolaus II.

## Bedeutende Regimentskommandeure
Zu den bekanntesten Regimentskommandeuren zählten James Keith, Gustav Kalixt von Biron, Ludwig Gruno von Hessen-Homburg, Kirill Grigorjewitsch Rasumowski, Alexander Iljitsch Bibikow, Nikolai Wassiljewitsch Repnin, Alexander Romanowitsch Drenteln. Alle Kommandeure erlangten hohe Generalsränge.

## Kriegsteilnahmen
Das Regiment wurde selten als geschlossener Kampfverband eingesetzt, es wurden überwiegend Truppenteile von der Größe einer Hundertschaft und bis zur Größe eines Bataillons abgeordnet. Die bedeutendsten Kriegseinsätze waren:
- 1737–1739 Teilnahme am Russisch-Österreichischen Türkenkrieg
- 1739 Beteiligung an der Einnahme von Chotyn,
- 1788 Teilnahme an den Kämpfen von Ochakov, Bendery und Brailov (Ukraine)
- 1788–1790 Teilnahme am Russisch-schwedischen Krieg
- 1805 Das 1. und 3. Bataillon zeichnen sich durch ihre Tapferkeit in der Schlacht bei Austerlitz aus
- 1807 Teilnahme im Vierten Koalitionskrieg in Guttstadt
- 1808–1809 Teilnahme am russisch-schwedischen Krieg
- 1812 Einsatz in der Schlacht bei Borodino, an der das Regiment eingesetzt wurde. Ihre Verluste bezeichnete das Regiment mit 4 Offizieren, 176 Angehörige in den unteren Rängen und 73 Vermissten. Als verwundet wurden der Regimentskommandeur, 13 Offiziere und 528 Soldaten der untere Ränge verzeichnet
- 1813 Während des deutschen Feldzugs nimmt das Regiment an den Schlachten bei Lützen, Bautzen, Kulm und an der Völkerschlacht bei Leipzig teil
- 1814 Teilnahme an der Schlacht bei La Rothière (Frankreich)
- 1814 Beteiligung an der Eroberung von Paris
- 1814 Das Regiment verlässt Paris in Richtung Normandie, wo es am 15. Juni in Cherbourg einschifft. Im August landen die Truppen in Kronstadt und ziehen in Sankt Petersburg ein. In Anerkennung der hervorragenden Verdienste des Regiments zwischen 1812 und 1814 ließ Zar Alexander I. zu ihren Ehren einen Triumphbogen errichten
- 1815 Teilnahme am Frankreichfeldzug während der Befreiungskriege
- 1828–1829 Teilnahme am Russisch-Türkischer Krieg
- 1831 dann 1863–1864 Teilnahme an zwei russischen Strafexpeditionen, um die beiden Aufstandsversuche der polnischen Patrioten niederzuschlagen (Novemberaufstand 1831 und Januaraufstand 1863)
- 1877–1878 Teilnahme am Russisch-Osmanischen Krieg, im Dezember 1877 wird das Hauptquartier des Regiments nach Plevna verlegt
- November 1877 Teilnahme an der Schlacht von Taschkesen
- 1914–1918 Während des Ersten Weltkriegs nahmen sie an Operationen in Iwangorod, Tschenstochau, Krakau, Wilna, Kowel, Wolynien, Galizien, Lublin und in Warschau teil
- Dezember 1918 Auflösung des Ismailowski-Leibgarde-Regiments